# هری لنیکس
هری لنیکس (زاده: ۱۶ نوامبر ۱۹۶۴) بازیگر آمریکایی است. وی در سریال لیست سیاه نقش یکی از مسئولان رده بالای اف‌بی‌آی را ایفا می‌کند.
از فیلم‌های معروف او می‌توان به بازی در فیلم‌های احیای قهرمان، مدرک، محافظت از تس، مظنون شماره صفر و تاکسی شیکاگو اشاره کرد.
همچنین او در دنیای سینمایی دی سی نقش ژنرال هنک هنشاو/جان جونز/مارشن من هانتر را ایفا می‌کند.

## زندگی‌نامه
هری لنیکس متولد شهر شیکاگو در ایالت ایلینوی، کوچک‌ترین فرزند در بین چهار فرزند خانواده است. مادرش لیلیان و پدرش هری نام داشتند. وی دانش‌آموخته دانشگاه نورت‌وسترن در رشته بازیگری و کارگردانی است.

## پیوند
- هری لنیکس[پیوند مرده] در بانک اطلاعات اینترنتی فیلم‌ها